# Prostějov místní nádraží
Prostějov místní nádraží je železniční stanice v Prostějově v Olomouckém kraji. Je součástí neelektrizované jednokolejné železniční trati Olomouc – Senice na Hané – Prostějov. Leží mezi stanicemi Kostelec na Hané a Prostějov hlavní nádraží v km 1,859.
Nádraží obsluhují pravidelné osobní vlaky Českých drah linky M4 s intervalem 60 minut v pracovní dny a 120 minut ve dny pracovního klidu v obou směrech. Je zařazeno do Integrovaného dopravního systému Olomouckého kraje.

## Galerie

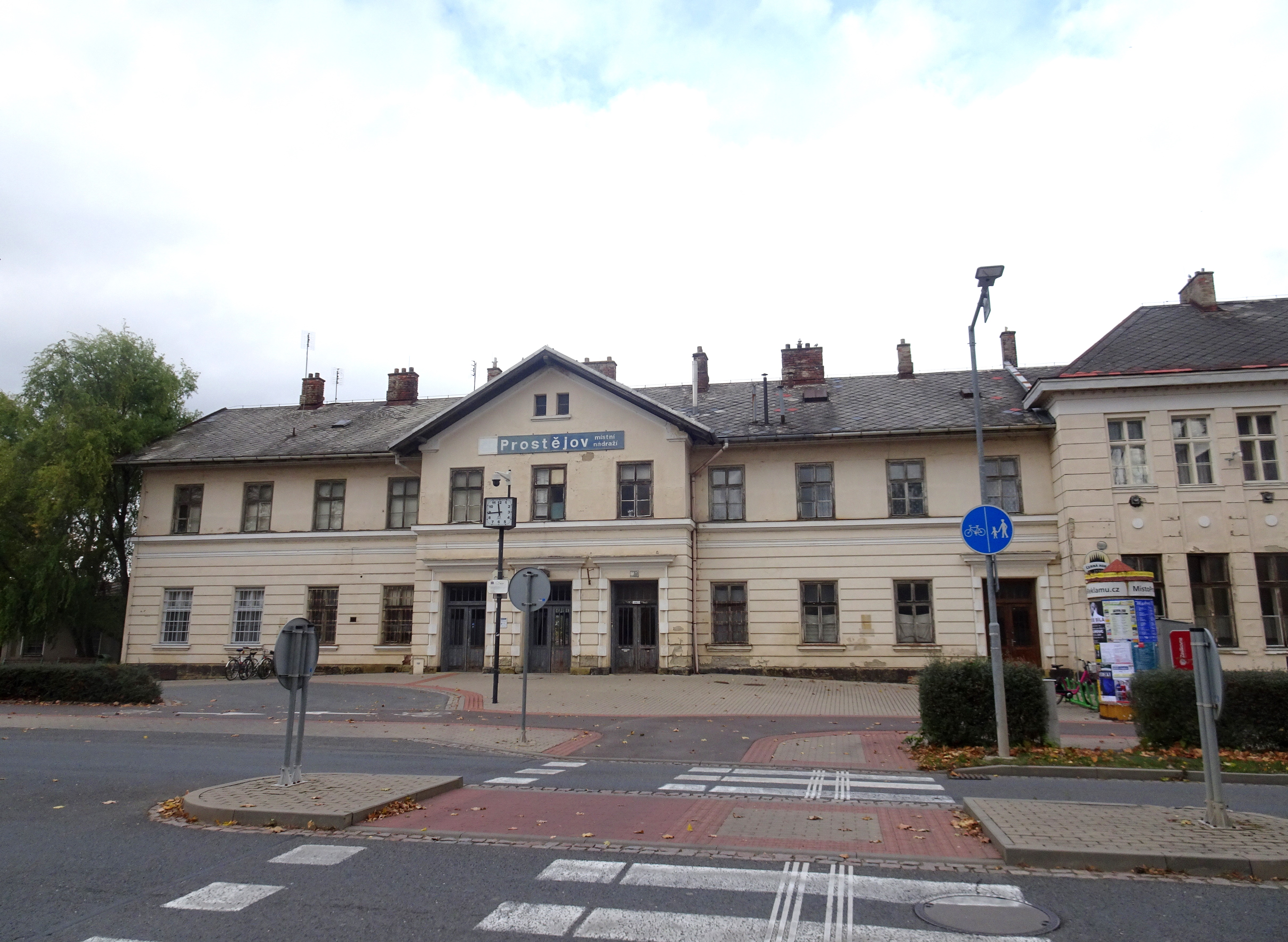
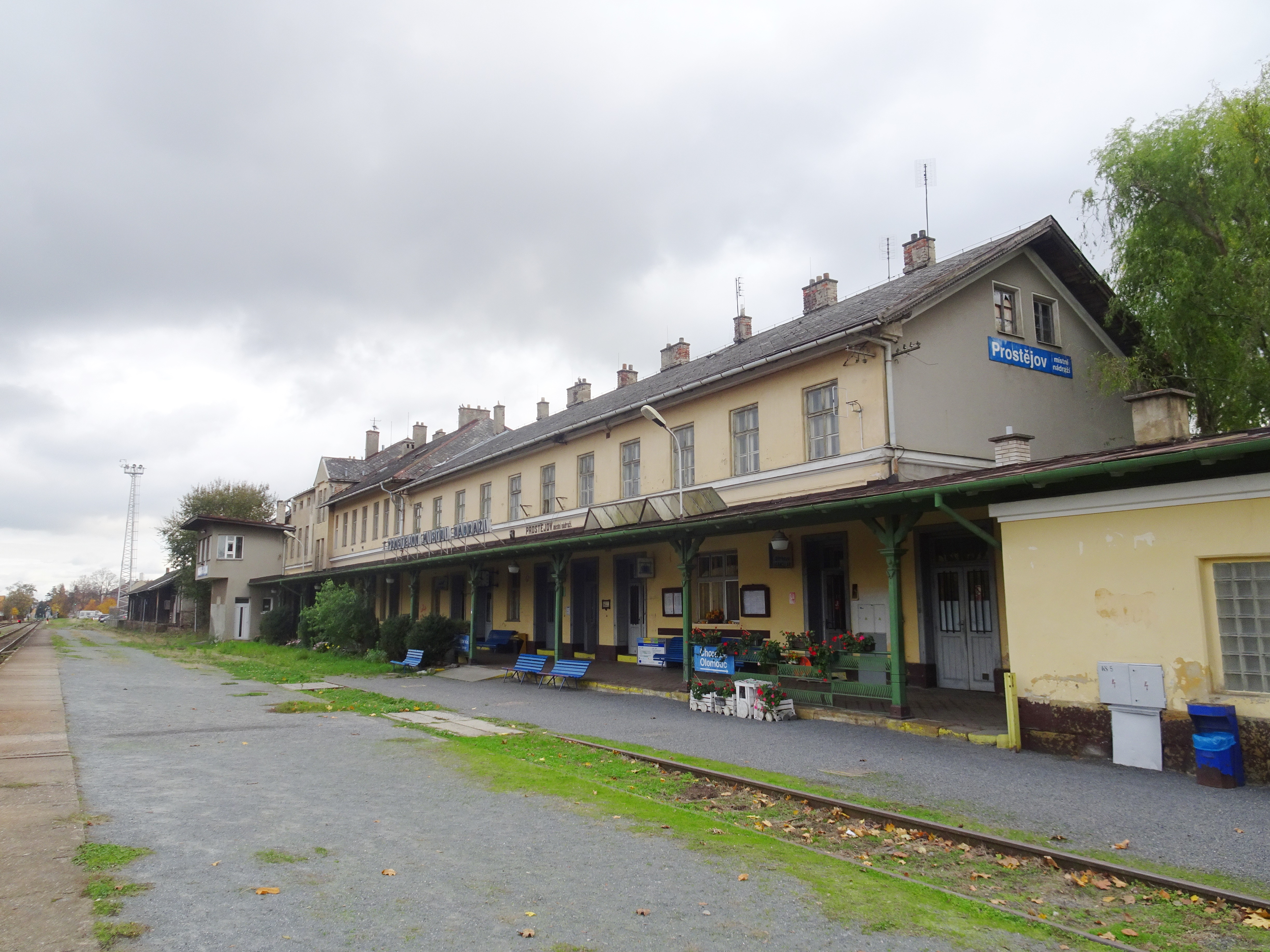
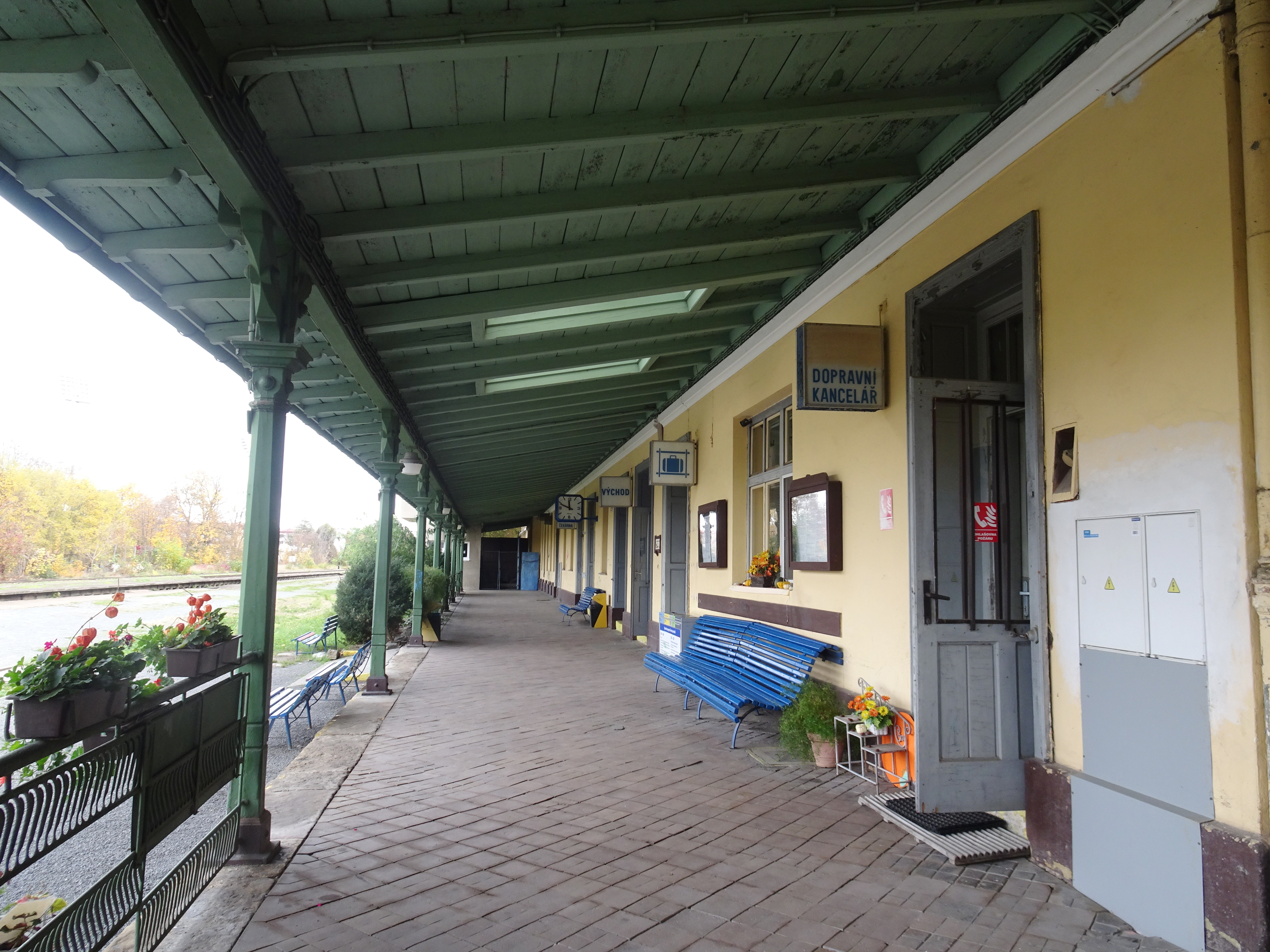